# Lucio Alfeno Seneción
Lucio Alfeno Seneción (en latín: Lucius Alfenus Senecio; c.175 - después del 211) fue un senador romano que vivió a finales del siglo II y principios del siglo III, y desarrolló su cursus honorum bajo los reinados de Pertinax, Septimio Severo, y Caracalla.

## Carrera política
Nacido en Cuicul, África (en la actual Djémila, Argelia), Lucio Alfeno Seneción era un númida (Bereber romanizado). Sirvió como procurator Augusti en Galia Bélgica, y posteriormente en Mauritania Cesariense (196-197?). Tras su consulado, ejerció de gobernador de Siria en el período de 200-205. Entre el periodo de c. 205 y 207, fue el último gobernador de toda Britania antes de su división en múltiples provincias.
Restauró numerosas construcciones del Muro de Adriano tras los levantamientos de años anteriores y una Victoria menciona su nombre. Dion Casio también narra las victorias en Britania en el año 206 y es por lo tanto probable que finalizara la reocupación de la provincia y sus fronteras. Sin embargo inmediatamente comenzaron las hostilidades con las tribus al norte del muro, las revueltas de los Maeatae y los Caledonios parece que propiciaron expediciones al norte del muro. Parece ser que Seneción tuvo éxito en un primer momento; erigió un monumento a la victoria en Benwell.
Herodiano recoge que solicitó refuerzos del emperador Septimio Severo, tal vez para llevar a cabo incursiones de castigo en Escocia o para una expedición militar dirigida por el propio emperador. Tras volver a Roma su informe describía a los bárbaros sublevados "invadiendo las tierras, tomando botín y causando destrucción". A pesar de tener 62 años, Septimio Severo eligió intervenir personalmente, llegando en el año 208 para dirigir las nuevas campañas.
Cuando Severo llegó a Britania le encargó a su hijo menor, Geta la tarea de administrar algunos aspectos de Britania aunque como virrey en vez de como un gobernador oficial. 
Cuando Severo falleció en York en el año 211, su hijo mayor, Caracalla intentó reclamar el trono. Como parte de sus esfuerzos para arreglar la situación en Britania antes de marchar para defender su derecho al trono, pudo haber dividido la provincia en Britania Inferior al norte y Britania Superior al sur, cada una con su propio gobernador. También puede ser que la división hubiera sido decretada por Severo en algún momento anterior.